# Порт Хоуп (Мичиген)
Порт Хоуп (енгл. Port Hope) град је у америчкој савезној држави Мичиген.

## Демографија
По попису из 2010. године број становника је 267, што је 43 (-13,9%) становника мање него 2000. године.
| Група             | 2000.       | 2010.       |
| Белци             | 305 (98,4%) | 247 (92,5%) |
| Афроамериканци    | 0 (0,0%)    | 0 (0,0%)    |
| Азијати           | 0 (0,0%)    | 0 (0,0%)    |
| Хиспаноамериканци | 1 (0,3%)    | 6 (2,2%)    |
| Укупно            | 310         | 267         |